# VEB Fischfang Saßnitz
Der VEB Fischfang Saßnitz war ein Volkseigener Betrieb (VEB) in der Stadt Saßnitz auf Rügen. Er war ab 1979 strukturell im VEB Fischkombinat Rostock eingebunden.

## Geschichte

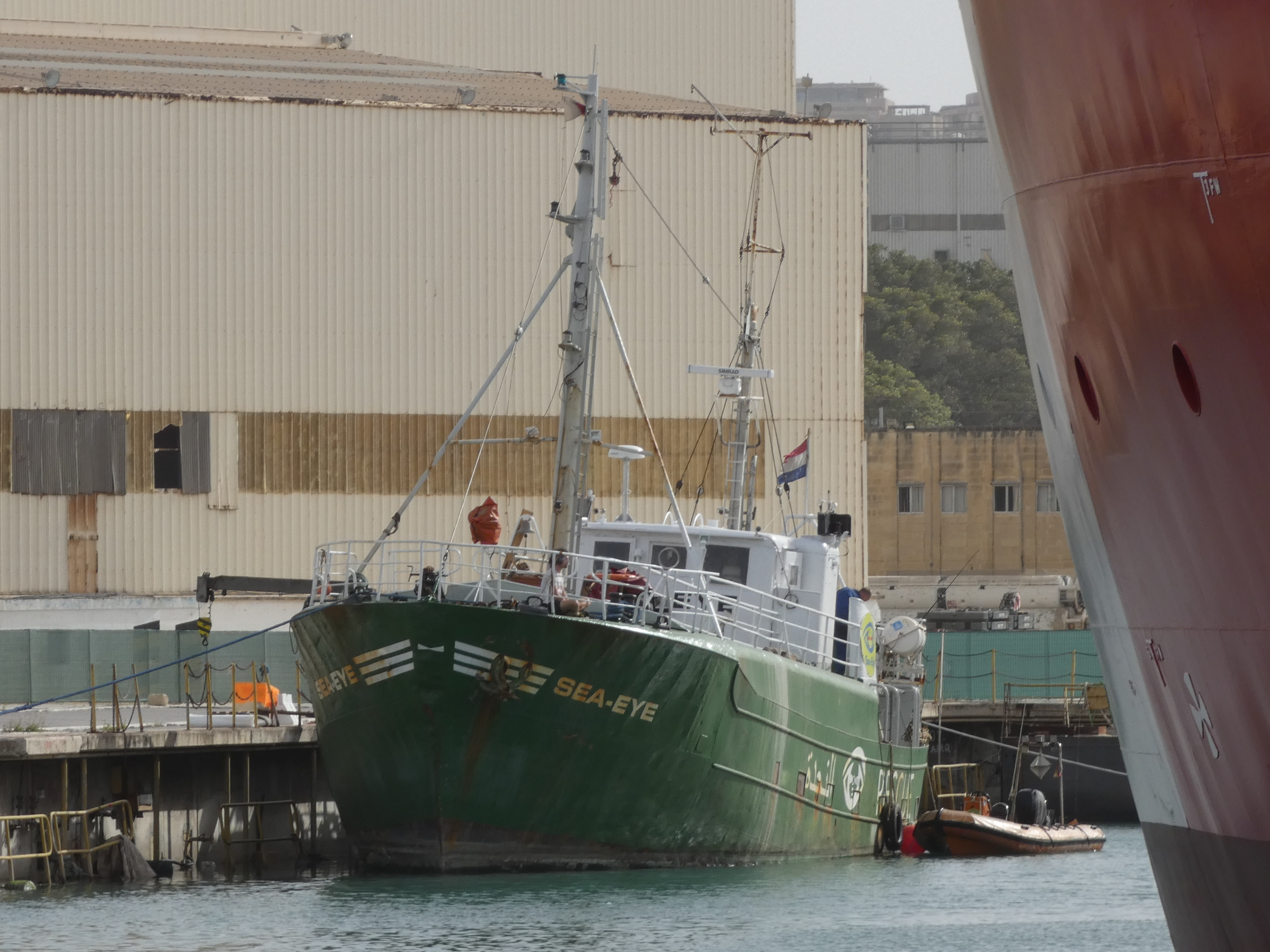
Der ehemalige Sassnitzer Fischkutter SAS 320 beziehungsweise Sternhai (seit 2014 Sea-Eye)

Am 1. Januar 1949 wurde der VEB Ostseefischerei Mecklenburg, Sitz Saßnitz, gegründet. Als symbolisches Gründungsdatum gilt der 7. Februar 1949, als der Betrieb seine ersten zwölf 17-Meter-Fischkutter übernahm. Am 1. Januar 1952 wurde der Betrieb in VEB Fischkombinat Saßnitz umbenannt. Der VEB betrieb Hochsee- und Küstenfischerei. Mit 66.149 Tonnen erzielte der Betrieb 1975 sein historisch höchstes Fangergebnis. Zum 1. Januar 1979 wurde der Volkseigene Betrieb ein weiteres Mal umbenannt und umstrukturiert und aus dem Fischkombinat Saßnitz wurde Fischfang Saßnitz innerhalb des Fischkombinats Rostock. 1985 waren 27 Fischereigenossenschaften im Betrieb integriert. Nach der politischen Wende in der DDR wurde der VEB Fischfang Saßnitz am 1. Juli 1990 mit 1594 Beschäftigten, von denen 450 seefahrendes Personal waren, in die Saßnitzer Fang-, Verarbeitungs- und Hafenbetriebsgesellschaft mbH umgewandelt.